# St. Vinzenz (Düsseldorf-Flingern)

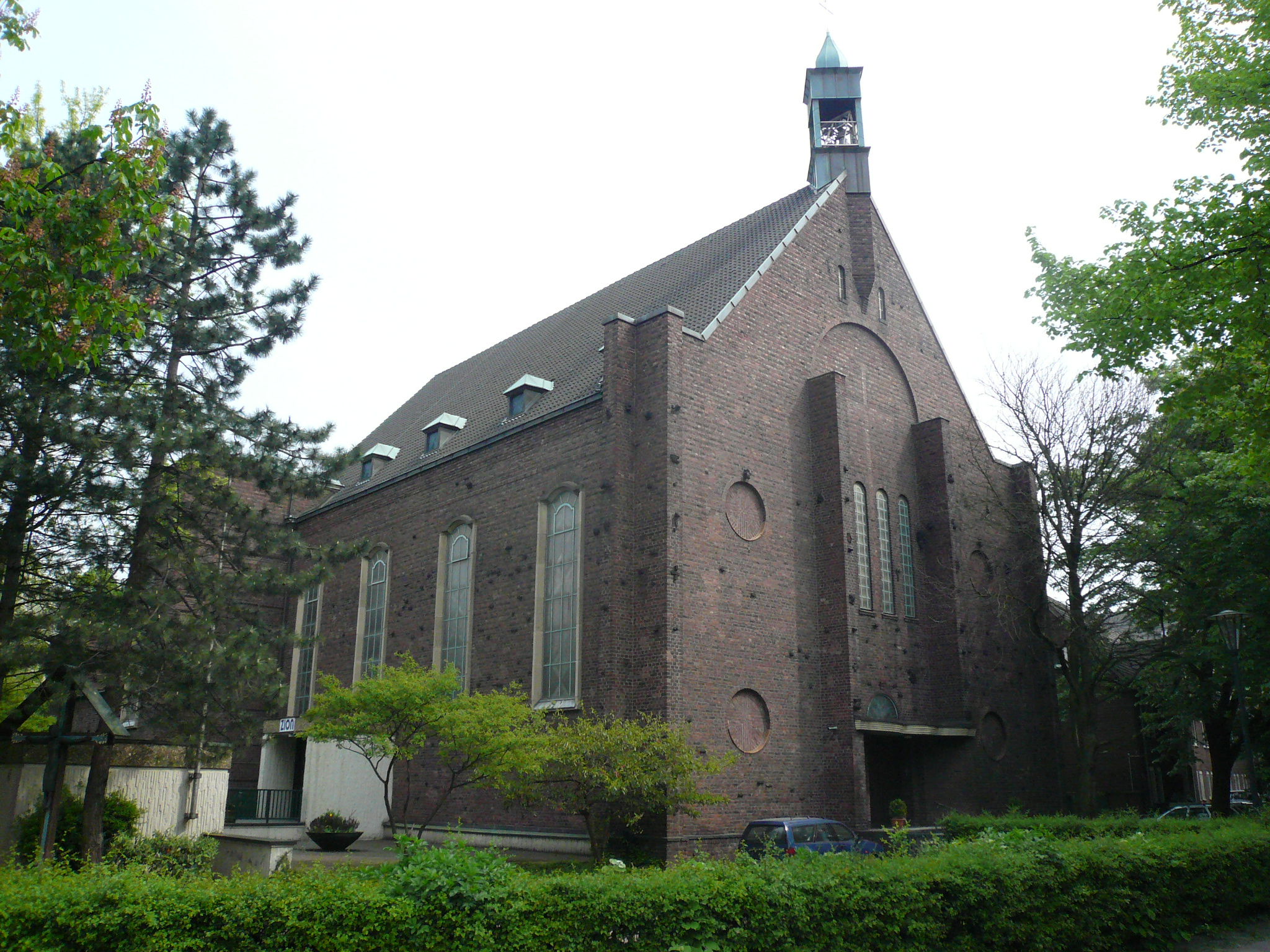
St.-Vinzenz-Kirche

St. Vinzenz ist eine Kirche im Düsseldorfer Stadtteil Flingern.
St. Vinzenz war eine römisch-katholische Kirche, deren Gemeinde im Jahr 2000 mit der Gemeinde St. Elisabeth fusionierte. Im darauf folgenden Jahr wurde die St.-Vinzenz-Kirche an die Freikirche New Life Fellowship verkauft.
Das Kirchengebäude wurde in den Jahren 1926 bis 1927 nach den Plänen des Düsseldorfer Architekten Hermann Schagen errichtet, die Farbverglasungen der Fenster wurden nach Entwürfen von Gerhard Wind ausgeführt.
Es handelt sich um eine einschiffige Saalkirche mit einem Dachreiter auf dem Giebel als Glockenträger. Die Architektur ist durch die Backsteinfassaden geprägt und eher schlicht gehalten.
Eine Besonderheit stellt die postmoderne Holztonnendecke von Karl Josef Bollenbeck dar.